# Snowy River (Fernsehserie)
Snowy River ist eine US-amerikanisch-australische Fernsehserie. Sie spielt Ende des 19. Jahrhunderts in Australien. Als Hauptdarsteller sind Andrew Clarke als Matt McGregor und Wendy Hughes, als Kathleen O’Neill zu sehen.

## Hintergrund
Matt McGregor gehört die Ranch Langara, in der Nähe von Patersons Ridge, einer kleinen Stadt, nicht weit von Melbourne entfernt. Nach dem Tod seiner Frau musste er sich alleine um seine drei Kinder kümmern. Sein ältester Sohn Colin (Brett Climo) ist Reverend und hilft auf der Ranch aus, Rob (Guy Pearce) arbeitet mit seinem Vater und Danni (Kristi Raymond, später Joelene Crnogorac), seine einzige Tochter, geht noch zur Schule.
Kathleen O’Neill ist Witwe. Nachdem sie ihren Mann verloren hat, kehrt sie mit ihrem 12-jährigen Sohn Michael (Ben Geurens) nach Australien zurück. Sie lässt sich in der Nähe von Matts Ranch nieder.
Die Blackwoods sind die anderen Großgrundbesitzer in der Nähe und machen Matt und seiner Familie regelmäßig das Leben schwer.

## Handlung
Matt McGregor bemerkt eine Frau, die sich mit ihrem Sohn nahe seiner Ranch niedergelassen hat. Es ist die Witwe und zukünftige Lehrerin Kathleen O’Neill. Da Matt das Land kaufen wollte und Kathleen sehr hartnäckig ist, kommt es immer wieder zu Meinungsverschiedenheiten. Ein weiterer neuer Bewohner in der Gegend ist Luke McGregor, er ist der Sohn von Matts verstorbenen Bruder. Matt will Luke bei sich aufnehmen und dass er für ihn arbeitet. Doch Luke hat bereits Oliver Blackwood, Matts größten Widersacher, als neuen Arbeitgeber gewählt. Der neue Lehrer in Patersons Ridge ist gewalttätig gegenüber den Kindern, auch zu Danni. Deshalb sorgt Matt dafür, dass er entlassen wird. Da eine neue Lehrerin gebraucht wird, tritt Kathleen O’Neill die Stelle an.
Neu ist auch Emily. Colin und sie verlieben sich sofort ineinander, doch es dauert einige Zeit, bis die beiden ein Paar werden. Rob und Luke buhlen unterdessen um die Gunst von Victoria Blackwood. Da Luke später angeblich Gold findet, glaubt Victoria mit ihm eine gute Partie zu machen und stimmt zu, ihn zu heiraten. Doch ihr Vater weiß, Luke ist mittellos und hat hohe Schulden, er klärt seine Tochter auf und verhindert so die Hochzeit. Enttäuscht verlässt Victoria das Land. Luke ist so verzweifelt, dass er seine eigene Mine zerstört und beinahe dabei ums Leben kommt, Matt rettet ihn schließlich. Luke, der schon mit Danni Freundschaft geschlossen hat, kommt daraufhin nach Langara.
Matt gewinnt gegen Oliver die Wahl zum Vorsitzenden der Stadt, er wird in Zukunft Patersons Ridge vertreten. Als er an einer Besprechung in Melbourne teilnimmt und Kathleen zufällig ebenfalls dort ist, gesteht er ihr seine Liebe. Beide heiraten später und Kathleen wird Herausgeberin einer kleinen Zeitung.
Victoria kommt zurück nach Australien. Emily erfährt, dass sie schwanger ist. Doch weil es zu kleinen Komplikationen kommt, fährt sie mit Colin nach Melbourne. Ebenfalls im Zug sind Kathleen und Michael. Der Zug wird überfallen und Colin angeschossen. Es geht alles gut aus, da Michael Hilfe holen kann, doch Emily verliert das Baby. Colin hat durch ein Versehen die Wut eines Mannes auf sich gezogen, der später die Kirche niederbrennt. Colin versucht alles, doch er kann den Brand nicht aufhalten.
Als Danni bei einem Pferdewettrennen mitmachen will, verbietet es Matt sofort, da seine Frau bei einem solchen Rennen tödlich verunglückt ist. Danni reißt daraufhin aus, kehrt aber später zurück. Sie ist wütend auf Matt, weil der sie in ein Pensionat schicken will.
Überraschend taucht der totgeglaubte Ehemann von Kathleen wieder auf. Seamus will Kathleen zurück, die zieht aus Langara aus, um ihre Gedanken zu ordnen. Seamus ahnt, dass er Kathleen verlieren wird, er bringt sich in Gefahr. Kathleen kümmert sich um ihn, aber er erkennt, dass er sie verloren hat, ihre Liebe gehört Matt.
Ein Junge taucht plötzlich in Paterson’s Ridge auf, Josh hat keine Eltern und kein Zuhause. Colin und Emily schließen den Jungen sofort in ihr Herz, so dass er bei ihnen bleibt und sie ihn adoptieren. Am Ende erfährt man, dass Emily erneut schwanger ist.

## Besetzung

### Hauptdarsteller
| Schauspieler                      | Rolle            | Folgen              |
| --------------------------------- | ---------------- | ------------------- |
| Andrew Clarke                     | Matt McGregor    | 65 Folgen           |
| Brett Climo                       | Colin McGregor   | 65 Folgen           |
| Guy Pearce                        | Rob McGregor     | 65 Folgen           |
| Kristie Raymond Joelene Crnogorac | Danni McGregor   | 33 Folgen 32 Folgen |
| Sheryl Munks                      | Emily McGregor   | 63 Folgen           |
| Wendy Hughes                      | Kathleen O’Neill | 52 Folgen           |
| Ben Geurens                       | Michael O’Neill  | 52 Folgen           |

### Nebendarsteller
| Schauspieler          | Rolle              | Folgen    |
| --------------------- | ------------------ | --------- |
| Amanda Dogue          | Victoria Blackwood | 33 Folgen |
| Rodney Bell           | Frank Blackwood    | 31 Folgen |
| Greg Parker           | Herbert Elliott    | 31 Folgen |
| Jon Finlayson         | James Gleeson      | 28 Folgen |
| Gabrielle Fitzpatrick | Montana Hale       | 25 Folgen |
| Josh Lucas            | Luke McGregor      | 15 Folgen |

## Trivia
- In Deutschland wurden bisher nur die ersten drei Staffeln ausgestrahlt, die vierte Staffel noch nicht.
- Die Serie wurde in den Central Highlands im Bundesstaat Victoria gedreht.